# قائمة مؤلفات حمد الجاسر
بدأ حمد الجاسر في تأليف الكتب في سنة 1370هـ/1950م، وذلك بعد نشر «سوق عكاظ» الذي صدر ملحقًا بكتاب «موقع عكاظ» لعبد الوهاب عزام، ثم نشر بقية مؤلفاته وتحقيقاته ضمن سلسلة نصوص وأبحاث جغرافية وتاريخية عن جزيرة العرب التي تصدر عن الدار التي أسسها «دار اليمامة».

## قائمة المؤلفات

### رحلات
| # | اسم الكتاب                                                                                                   | السنة        | دار النشر   | ملاحظات              |
| - | --- | ------------ | ----------- | -------------------- |
| 1 | رحلات حمد الجاسر للبحث عن التراث                                                                             | 1400هـ/1980  | دار اليمامة |                      |
| 2 | في الوطن العربي: المملكة - مصر - السودان - الشام - العراق - اليمن - الإمارات - عمان - قطر - البحرين - الكويت | 1419هـ/1999م | دار اليمامة | (ردمك 9960-9197-2-2) |
| 3 | إطلاله على العالم الفسيح بين الشرق والغرب                                                                    | 1419هـ/1999م | دار اليمامة | (ردمك 9960-9197-2-2) |
| 4 | في سراة غامد وزهران: نصوص، مشاهدات، انطباعات                                                                 | 1391هـ/1971م | دار اليمامة |                      |
| 5 | في شمال غرب الجزيرة                                                                                          | 1390هـ/1970م | دار اليمامة |                      |
| 6 | أشهر رحلات الحج: ملخص رحلتي ابن عبد السلام الدرعي المغربي                                                    | 1402هـ/1982م | دار الرفاعي |                      |

### النسب
| # | اسم الكتاب                          | السنة        | دار النشر   | ملاحظات |
| - | ----------------------------------- | ------------ | ----------- | ------- |
| 7 | معجم قبائل المملكة العربية السعودية | 1400هـ/1980م | دار اليمامة | جزأين   |
| 8 | جمهرة أنساب الأسر المتحضرة في نجد   | 1401هـ/1981م | دار اليمامة | جزأين   |
| 9 | باهلة القبيلة المفترى عليها         | 1410هـ/1990م | دار اليمامة |         |

### تحديد المواضع
| #  | اسم الكتاب                                                                                       | السنة                    | دار النشر   | ملاحظات                                 |
| -- | ------------------------------------------------------------------------------------------------ | ------------------------ | ----------- | --------------------------------------- |
| 10 | المعجم الجغرافي للبلاد العربية السعودية: مقدمة تحوي أسماء المدن والقرى                           | 1397هـ/1977م             | دار اليمامة | جزأين                                   |
| 11 | المعجم الجغرافي للبلاد العربية السعودية في شمال المملكة: إمارات حائل والجوف وتبوك وعرعر والقريات | 1397هـ/1977م             | دار اليمامة | 3 أجزاء                                 |
| 12 | المعجم الجغرافي للبلاد العربية السعودية: المنطقة الشرقية (البحرين قديمًا)                         | 1399-1401هـ / 1979-1981م | دار اليمامة | 4 أجزاء                                 |
| 13 | المعجم المختصر (ضمن المعجم)                                                                      |                          |             | 3 أجزاء                                 |
| 14 | أبو علي الهجري وأبحاثه في تحديد المواضع                                                          | 1388هـ/1968م             | دار اليمامة |                                         |
| 15 | سوق عكاظ                                                                                         | 1370هـ/1950م             |             | ملحق بكتاب "موقع عكاظ" لعبد الوهاب عزام |

### تاريخ البلدان
| #  | اسم الكتاب                                                  | السنة        | دار النشر   | ملاحظات              |
| -- | ----------------------------------------------------------- | ------------ | ----------- | -------------------- |
| 16 | بلاد ينبع: لمحات تاريخية وجغرافية وانطباعات خاصة            | 1386هـ/1966م | دار اليمامة |                      |
| 17 | مدينة الرياض عبر أطوار التاريخ                              | 1386هـ/1966م | دار اليمامة |                      |
| 18 | بلدة البرود: موقع، وتاريخ، ومكان                            | 1420هـ/2000م |             | (ردمك 9960-36-693-6) |
| 19 | بلاد العرب لـ الحسن بن عبد الله الأصفهاني (تحقيق بالاشتراك) | 1388هـ/1968م |             |                      |

### الخيل
| #  | اسم الكتاب                   | السنة        | دار النشر   | ملاحظات              |
| -- | ---------------------------- | ------------ | ----------- | -------------------- |
| 20 | معجم أسماء خيل العرب وفرسانا | 1415هـ/1995م |             | (ردمك 9960-27-207-9) |
| 21 | أصول الخيل العربية الحديثة   | 1415هـ/1995م | دار اليمامة | (ردمك 9960-27-209-5) |
|    |                              |              |             |                      |

### التراجم
| #  | اسم الكتاب                                                                           | السنة        | دار النشر   | ملاحظات              |
| -- | ------------------------------------------------------------------------------------ | ------------ | ----------- | -------------------- |
| 22 | مع الشعراء: مختارات ومطالعات                                                         | 1400هـ/1980م | دار اليمامة |                      |
| 23 | تراجم لبعض شعراء مجهولين                                                             |              |             |                      |
| 24 | ابن عربي موطد الحكم الأموي في نجد                                                    | 1414هـ/1993م |             | (ردمك 9960-270-30-0) |
| 25 | ترجمة إبراهيم بن إسحاق الحربي (في مقدمة كتاب المناسك وأماكن طرق الحج ومعالم الجزيرة) | 1389هـ/1969م | دار اليمامة |                      |
| 26 | رحالة غربيون في بلادنا: عرض موجز لرحلات بعض الغربيين في قلب الجزيرة وشمالها          | 1417هـ/1996م | دار اليمامة | (ردمك 9960-906-8-6)  |

### المباحث اللغوية
| #  | اسم الكتاب                                           | السنة        | دار النشر               | ملاحظات |
| -- | ---------------------------------------------------- | ------------ | ----------------------- | ------- |
| 27 | نظرات في كتاب "تاج العروس"                           | 1407هـ/1987م | المطابع الأهلية للأوفست |         |
| 28 | ملاحظات على "المعجم الكبير" (بالاشتراك)              |              |                         |         |
| 29 | التصحيف في أسماء المواضع الواردة في الأخبار والأشعار | 1423هـ/2002م |                         |         |
|    |                                                      |              |                         |         |

### تاريخ عام
| #  | اسم الكتاب | السنة        | دار النشر | ملاحظات              |
| -- | --- | ------------ | --------- | -------------------- |
| 30 | الذكرى المئوية الميمونة لاستقرار موحد البلاد في قاعدة حكمه سنة 1319هـ الملك عبد العزيز بن عبد الرحمن الفيصل آل سعود | 1419هـ/1999م |           | (ردمك 9960-660-64-8) |